# كونيو ميكورييا
كونيو ميكورييا (باليابانية: 御厨邦雄؛ بالكانا: みくりや くにお) هو دبلوماسي ياباني، ولد في 13 يناير 1954.